# Free - Asymmetric Digital Subscriber Line

Le Free - Asymmetric Digital Subscriber Line plus connu sous l'acronyme F-ADSL (ou parfois F-DSL) est une technologie développée par la cellule « recherche et développement Freebox » de la société Free basée sur la technologie ADSL 2+ et utilisant le couplage de plusieurs paires de cuivres.
Elle fut annoncée le 25 novembre 2005 par un communiqué de presse de la société Iliad.

## Avantages et inconvénients
- Avantages :
  - Les débits : jusqu'à 175 Mb/s en réception et 18 Mb/s en émission pour 6 paires de cuivre
  - La compatibilité du réseau : l'infrastructure du réseau Free est déjà compatible sans modification
  - La pérennité : n’entraîne pas de perturbation pour le réseau et les autres abonnés

- Inconvénients :
  - Le prix : chaque ligne (paire de cuivre) est facturée à Free 9 € hors taxe, à multiplier par le nombre de lignes couplées
  - Freebox : parc de Freebox à remplacer totalement pour pouvoir gérer plus d'une ligne
  - France Telecom : détenant les lignes physiques, assez défavorable
  - Défauts de l'ADSL : Conserve les limitations techniques de l'ADSL
  - Expérimentation en laboratoire : pas de commercialisation prévue